# Avatar (film)
 For alternative betydninger, se Avatar (flertydig). (Se også artikler, som begynder med Avatar)
Avatar er en amerikansk science fiction-film, der havde dansk premiere 18. december 2009. Den er instrueret af James Cameron og det er hans første spillefilm siden Titanic, en pause på 12 år. Siden Titanic har han bl.a. instrueret to dokumentarfilm. Historien blev skrevet helt tilbage i 1994 og senere var det meningen at den skulle udkomme i 1999, to år efter Titanic. Men Cameron syntes ikke, at datidens visuelle effekter ville kunne realisere hans vision. Efter at have set Gollum i Peter Jackson's Ringenes Herre: De To Tårne i 2002 mente han, at det nu var muligt. Avatar er den første 20th Century Fox film, som bruger det nye 20th Century Fox-logo, animeret af Blue Sky Studios, skaberen af Ice Age. 25. januar 2010 satte Avatar rekord ved at blive den bedst indtjenende film nogensinde (hvis man ikke tager højde for inflation). Den hidtidige rekordindehaver var Titanic fra 1997, også instrueret af James Cameron.
Avatar havde et officielt budget på 237 millioner amerikanske dollar. Andre har regnet omkostningerne ud til 280-310 millioner dollar for produktionen i tillæg til 150 millioner til markedsføring.
Filmen blev udgivet i 2d og som 3D. Filmen er blevet anset som et gennembrud indenfor filmteknologi specielt for sin udvikling af 3D-visning og stereoskopisk filmproduktion med kameraer som blev lavet specielt til filmen. Filmen har rekord som den mest piratkopierede film i 2010 da filmen er blevet downloadet 16.580.000 alene på BitTorrent-netværkene.. Filmen blev den 4. mest sete i Danmark med 1.169.000 solgte biletter Filmens handling finder sted i 2154 på Pandora, en fiktiv måne i dobbeltstjernesystemet Alfa Centauri, hvor menneskerne driver minedrift for at udvinde et værdifuldt mineral. Kolonisternes ekspedition truer tilværelsen for na'vierne, de indfødte humanoider på månen og resten af økosystemet på Pandora. Filmens titel refererer til de fjernstyrede, genetiske blandinger af na'vier og mennesker udviklet af menneskerne for at handle med de indfødte. Ifølge religionshistoriker Britt Istoft fremmer filmen interessen for miljøetik, shamanisme og nyhedensk religion hvor nogle fans er engageret i miljøarbejde, andre tilhører nyhedenske grupper og wicca-bevægelsen, hvor naturen spiller en helt central rolle.
James Cameron har tidligere udtalt, at hvis Avatar blev en succes, ville han lave to efterfølgere. Cameron startede produktionen på toeren i januar 2013 og Avatar 2, med titlen Avatar: The Way of Water havde  biografpremiere i december 2022.
Desuden planlægges Avatar 3 med premiere i 2025, Avatar 4 med premiere i 2029 og Avatar 5 med premiere i 2031.

## Medvirkende

### Mennesker
- Sam Worthington som Jake Sully, en handicappet marinesoldat som bliver en del af Avatar programmet. Cameron hyrede den australske skuespiller fordi han var relativt ukendt og virkede som en lovende skuespiller. Sam har skrevet under på at genoptage rollen i eventuelle efterfølgere[15][16]
- Sigourney Weaver som Dr. Grace Augustine, en botaniker som mentorer Jake Sully og lærer Na’Vi folket engelsk. Weaver farvede sit hår rødt til rollen. Hendes karakter blev kaldt “Shipley” i et af de tidlige manuskripter. Hun vil også komme med i eventuelle efterfølgere.
- Michelle Rodriguez som Trudy Chacon, en kvindelig helikopterpilot.
- Giovanni Ribisi som administrator Parker Selfridge, en af filmens primære modstandere. Han er grunden til at der er mennesker på Pandora: for at udvinde det værdifulde mineral Unobtanium.
- Joel David Moore som Norm Spellman, en biolog som studerer plante- og dyreliv på Pandora. Han benytter sig også af en avatar til sine studier.
- Stephen Lang som Oberst Miles Quaritch, en af filmens primære antagonister. Lang havde forsøgt at få en rolle i Camerons Aliens (1986); instruktøren huskede Lang og hyrede ham til Avatar. Michael Biehn, som havde en rolle i Aliens, læste manuskriptet og så nogle af 3D fotografierne sammen med Cameron, men blev ikke hyret til rollen.
- Dileep Rao som Dr. Max Patel, en videnskabsmand som arbejder på Avatar programmet.

### Na'Vi
- Zoë Saldaña som Neytiri, Na’Vi prinsessen som bliver tiltrukket af Jake på grund af hans heltemod. Karakteren, som alle Na'vi’erne, blev skabt ved hjælp af motion capture og er 100 % computerskabt. Saldaña har også skrevet kontrakt på mulige efterfølgere til filmen.
- C.C.H. Pounder som Mo'at, Na'vi folkets spirituelle leder, Neytiri's mor, og høvding Eytucans kone.
- Laz Alonso som Tsu'Tey, arving til lederskabet af Omatikaya-stammen, og Neytiris forlovede.
- Wes Studi som Eytukan, Omatikaya klanens høvding, og Neytiri's far.

## Handling
Historiens helt, Jake Sully, er en tidligere soldat i United States Marine Corps som blev såret og lammet fra livet og ned i kamp på Jorden. Efter at tvillingbroren, som er med i Avatar programmet, bliver dræbt, bliver Jake tilbudt at erstatte ham eftersom han kan overtage styringen af Avataren som er blevet udviklet specielt til broren. Han bliver også lovet at få nye ben. Jake rejser til planeten Pandora, en måne som er dækket med våde regnskove, og som er fuld af utrolige livsformer, både smukke og skræmmende. Pandora er også hjemmet for na'vi'erne, en intelligent, menneskelignende art, som menneskene selv ser på som primitive, men som i virkeligheden er mere udviklet end menneskearten. Med en højde på tre meter, med haler og glitrende blå hud, lever na'vi'erne i harmoni med deres uberørte verden. Når mennesket trænger sig ind på deres leveområder i skovene på jagt efter værdifulde mineraler, slipper na'vi'erne deres kampevner løs for at beskytte deres truede eksistens.
Jake er blevet rekrutteret til at være med i denne belejring. Siden menneskene ikke kan trække vejret på Pandora, er der skabt genetisk ændrede menneske-na’vi-hybrider, kendt som Avatarer. Avatarene er levende, kroppe, som er kontrolleret af en menneskelig "chauffør", gennem en teknologi som lænker chaufførens tanker til Avatarens krop. På Pandora, gennem sin Avatar-krop, kan Jake føle sig hel igen. Han bliver sendt dybt ind i Pandoras jungle som spejder for soldaterne som skal følge efter ham senere. Jake møder mange af Pandoras smukke og farlige sider. Han møder også en ung na’vi-kvinde, Neytiri, som er ligeså smuk, som hun er nådesløs i kamp.
Til sidst bliver Jake mere og mere integreret i Neytiris klan, og begynder at forelske sig i hende. Som et resultat af dette, havner han i en klemme mellem de militær-industrielle styrker fra Jorden og na'vi'erne – noget som tvinger ham til at vælge side i et stort slag, som vil bestemme skæbnen for en hel verden. På DVD og blu-ray versionen er der en sex-scene mellem Jake og Neytiri under det hellige træ. James Cameron censurerede det pga. biografcensuren i USA.

## Produktion

### Udvikling
I 1994 skrev instruktøren James Cameron et 80-siders manuskriptudkast for Avatar. Cameron sagde at han var blevet inspireret af alle de science fiction-bøger jeg læste som barn og at han især søgte efter at opdatere stilen til Edgar Rice Burroughs i John Carter-serien. I august 1986 annoncerede Cameron at efter han var færdig med Titanic ville han begynde at filme Avatar som ville bruge syntetiske, computer-genererede billeder med rigtige skuespillere. Projektet ville koste mindst $100 millioner og involvere mindst seks forskellige skuespillere i hovedrollerne who appear to be real but do not exist in the physical world. Specialeffekterne var fra Digital Domain, som Cameron har en partneraftale med, kom med i projektet, og planlagde at starte produktionen i sommeren 1997 og at lancere filmen i 1999. I juli 2005 annoncerede Cameron at han arbejde med at projekt kaldt Project 880 sammen med et andet projekt Battle Angel, en tilpasning af mangategneserien Battle Angel Alita. I december samme år, udtalte Cameroun at han planlagde at fuldføre Battle Angel først og, havde tænkt sig at det skulle udkomme i sommeren 2007, mens Project 880 skulle udkomme i 2009. I februar 2006 udtalte Cameron at han havde byttet om på udgivelsesdatoerne på de to projekter. Project 880 var nu planlagt til at blive udgivet i 2007 og Battle Angel i 2009. Han antydede at udgivelsen af Project 880 muligvis ville blive udsat til 2009. Senere samme måned afslørede Cameron, at Project 880 var en revideret udgave af Avatar, en film han havde prøvet at lave flere år tidligere, og han anså projektet som gennemførbart efter at have set fotorealistiske data-animerede karakterer som Gollum, King Kong og Davy Jones.

### Temaer og inspiration
Ifølge Cameron selv er Avatar en rejse mod selverkendelse, set i lyset af imperialisme og biologisk mangfold. Cameron har sagt at Avatar har temaer til fælles med film som Jungelens evangelium og Smaragdkongen, som handler om konflikter mellem forskellige kulturer og civilisationer. Han indrømmer at Avatar også havde lighedstræk med filmen Danser med ulve, hvor en amerikansk soldat knytter nære bånd til en kultur han oprindeligt kæmpede imod, nemlig de nordamerikanske indianere. Det kan også ses som en genfortælling af europæernes indstilling og opførsel i til Amerikas indfødte.
Cameron har sagt at filmen også handler om fred. Han erkender at filmen underforstået kritiserer USA's krig i Irak, samt muligheden for at føre krig uden selv at være til stede, noget han mener får det til at føles moralsk enklere at drive med, selv om det egentlig ikke er det. En scene i filmen skildrer ødelæggelsen af træet na'vi'erne bor i, som kollapser i flammer og dækker landskabet med aske og gløder. Da han blev spurgt om scenens visuelle lighed med 9/11 mod World Trade Center, svarede han, at han var blevet overrasket over hvor meget det faktisk ligner angrebet den 11. september.
I et interview med magasinet Time Magazine i 2007 forklarede Cameron at titlen er en reference til avatarer i hinduistisk mytologi, hvor der er hinduistiske guder der antager en kropslig form. videre at i filmen har menneskene skabt teknologi som er i stand til at overføre et menneskets sind ind i en anden biologisk krop. Han påpeger at i modsætning til avatarer på internettet, så er avatarene i filmen fysiske kroppe som fjernstyres af mennesker.
Udseendet til na'vi'erne, de indfødte i verdenen som skildres i filmen, var ifølge Cameron inspireret af en drøm hans mor havde længe før han skrev Avatar. Hun havde drømt om 3.6 meter høj blå kvinde, og Cameron syntes at det var et ganske coolt billede. I 1976 eller 1977 skrev han sit første filmmanus, en science fiction-film som fandt sted på flere planeter, og en af planeterne var befolket af disse blå væsner, som senere ble grundlaget for na'vi'erne i Avatar.

### Musik
James Cameron ansatte samme komponist til filmmusikken i Avatar, som havde lavet musikken i Titanic og Aliens, James Horner. Horner indspillede dele af filmmusikken med et lille kor som sang på det overjordiske sprog Na'vi. Han arbejdede endda med Wanda Bryant, en etnomusikolog, for at skabe en musikkultur for den overjordiske race. Den britiske sanger Leona Lewis sang filmens kendingsmelodi, kaldet "I See You". En efterfølgende musikvideo, som blev instrueret af Jake Nava, havde premiere den 15. december 2009 på MySpace. Dele af filmmusikken findes udgivet på albummet Avatar: Music from the Motion Picture (Atlantic, 2009).

### Markedsføring
Cameron Jon Landau, Zoë Saldaña, Stephen Lang og Sigourney Weaver deltog 23. juli 2009 i et diskussionpanel ved San Diego Comic-Con. 25 minutter af filmen blev vist i Dolby 3D ved arrangementet.
En 129 sekunders trailer blev lagt ud på nettet 20. august 2009.En 210 sekunders trailer blev vist i biograferne fra den 23. oktober 2009, og blev første gang vist på nettet hos Yahoo den 29. oktober 2009. Traileren fik en stor positiv modtagelse mens en udvidet version som blev vist i IMAX 3D også fik en meget god modtagelse. Traileren blev en af de mest sete i filmhistorien, og med 4 millioner visninger blev det den mest sete trailer på Apple.com. For at fejre åbningen af den første 3D-biograf i Vietnam den 30. oktober 2009, viste biograf et eksklusivt, 16-minutter langt klip fra filmen til pressen.
1. november 2009 blev en tre og et halvt minutter langt trailer vist for tilskuerne i en fotball på Cowboys Stadium i Arlington, Texas. Traileren ble vist på stadionets skærme og var den største i verdenen af sin art, og på tv kunne folk se kampen live hos FOX. Det var den største live visning af en filmtrailer i historien.

## Udgivelse

### Premiere
Avatar havde premiere i London 10. december 2009, og verdenspremiere fra 16. til 18. december 2009, i Norge 18. december. I løbet af de fem første dage efter verdenspremieren, spillede filmen 232 millioner dollars ind. I løbet af de tre første uger i biografen, havde filmen spillet over 1 milliard dollar ind. 25. januar 2010 blev Avatar den mest indbringende film i historien, og overtog titlen fra Camerons tidligere film Titanic. indtil videre har filmen en totalomsætning på over 2 milliarder dollar. Som følge af filmens succes, har Cameron udtalt at der vil blive lavet en opfølger. Filmen er også den mest indbringende gennem tiderne. Men hvis man tager forbehold for inflationen på billetpriserne, ligger Avatar imidlertid på en 14-plads, bag publikumssucceser som Borte med blæsten (1939), Star Wars (1977), The Sound of Music (1965), E.T. (1982), De ti bud (1956), Titanic (1997) og Jaws (1975).
På trods af at filmen havde premiere i 2009 blev Avatar den bedst sælgende biograffilm i 2010 i Danmark med 841.697 solgte billetter.

### Modtagelse
Avatar havde premiere i London 10. december 2009, og havde premiere i resten af verden mellem 16. og 18. december samme år. Da filmen var i produktion var det oprindeligt planlagt at den skulle udgives 22. maj 2009, men udgivelsen blev udsat for at give mere tid til Filmproduktionen og for at give biografer over hele verdenen mere tid til at installere digitale 3D-Projektorer
 Cameron sagde oprindeligt, at filmens Billedformat ville være 1,78:1 for 3D-versionen og 2,39:1 for 2-D versionen. Det var imidlertid kun IMAX 3D-version som havde sideforholdet 1,78:1, mens alle andre projektions metoder inklusiv digital 3D, ville bruge forholdet2,35:1
 Det første billede af filmen blev udgivet 14. august 2009, og i oktober-udgaven af filmmagasinet Empire blev der vist eksklusive billeder af filmen.
Avatar havde international premiere mellem den 16. og 18. december i i 14.604 sale i 106 lande hvoraf 3.671 viste filmen i 3D. 3D-versionen af filmen stod for 56% af billetindtægterne i åbningsweekenden
 I Norge havde Avatar premiere 18. december i 129 sale. Kun 30 af salene i Norge viste filmen i 3D, men 3D-versionen stod alligevel for 48 % af det besøgende.

### Kritik
Filmen har mødt kritik fra den katolske kirke som mener, at filmen er simpel, overfladisk og gennemsnitlig og med til at styrke tendensen til, at miljø og økologi gøres til årtusindets nye religion. Vatikanets officielle avis L'Osservatore Romano har udtalt 
| Citat | Naturen er ikke længere en skabelse at forsvare, men en guddom at tilbede | Citat |
|       |                                                                           |       |

Andet kritik har bygget på at filmen er racistisk og anti-militaristisk ifølge konservative grupper i USA, og at Sigourney Weaver i filmen pulser løs på en cigaret. Andre mener, at filmen er en kopi af Pocahontas filmen fra Disney. I begge historier skal et civiliseret rige indtage et område beboet af et vildt naturfolk og den mandlige hovedperson forelsker sig i en indfødt pige. Filmen er også blevet kritiseret af The Universal Society of Hinduism og af foreningens talsmand Rajan Zed som har krævet, at Cameron i begyndelsen og slutningen af filmen tydeligt skal forklare, at ordet Avatar intet har at gøre med det identiske hinduistiske begreb 'Avatar', der betyder 'inkarnation'. Rajan Zed er bange for at ordet avatar vil blive forbundet med filmen og mener, at ordet tilhører hinduismen for evigt og vil blive associeret med filmen og ikke hinduismen.

### DVD
DVD-udgaven blev lagt ud til salg den 22. april 2010 i USA. Blu-ray udgave solgte hele 1,5 millioner eksemplarer den første dag. Det er betydelig bedre end salget af Batman-filmen The Dark Knight, som havde den forrige Blu-ray rekord på 600.000 solgte første dag den var ude ved juletiden 2008. Den ordinære DVD-udgave fløj derimod ikke ud af hylderne med samme fart. Mens 60 procent af alle Avatar-kopier i butikkerne blev solgt første dag, blev kun det kun 50 procent af alle DVD-udgaverne. Det store salg overraskede markedsanalytikere som har underholdningsindustrien som speciale. Det var alligevel DVD-version som solgt mest i alt. af de rundt fire millioner diske som blev solgt på lanceringsdagen i USA, var 2,5 millioner DVD.
Filmselskabet Fox har bebudet en 3D-udgave til efteråret – komplet med ekstramateriale. Den første udgave var bare i standard 2D, og uden bonusfilm, interview eller lignende. Årsagen til at 3D-udgaven bliver udsat er at der findes yderst få 3D-kompaible Blu-ray-spillere og TV-apparater der ude nu. Men nærmere jul venter branchen at alle nye Blu-ray-spillere og et stort antal fladskærme vil være 3D-kompatible.